# Eric Orr
Eric Orr (né en  1959 dans le Bronx) est un artiste américain. 
Actif comme graffeur et auteur de bande dessinée dans les années 1980, il s'est ensuite spécialisé dans le design et la communication. Il a notamment publié en 1986 le premier comic book issu des milieux du hip-hop, Rappin' Max Robot.